# Ситчинава, Ника
Ника Ситчинава (в некоторых источниках Сичинава) (груз. ნიკა სიჭინავა; 17 июля 1994, Кутаиси, Грузия) — грузинский футболист, нападающий клуба «Алай».

## Игровая карьера
Футболом начал заниматься в Грузии. После переезда на Украину выступал в ДЮФЛ за «Юность» (Чернигов). Играл в чемпионате Черкасской области за любительскую команду «Ретро» (Ватутино). В сентябре 2012 года получил приглашение в российскую команду «Волгарь» (Астрахань). В 2013—2015 годах выступал в чемпионате Грузии в клубах «Колхети-1913» (Поти) и «ВИТ Джорджия» (Тбилиси).
В январе 2016 года проходил просмотр в черниговской «Десне». В феврале принял участие в турнире памяти Александра Щанова в составе «Ретро» (Ватутино). Летом 2016 года перешёл в клуб Первой лиги «Ингулец».
В июне 2021 стало известно, что Ника Сичинава продолжит свою карьеру в составе «Колоса» (Ковалевка). За «Колос» дебютировал 24 июля 2021 года в матче против «Вереса» (Ровно) (0-0). В составе «Колос» дебютировал в еврокубках, выйдя на замену в матче 3-го раунда квалификации Лига конференций УЕФА против казахстанского клуба «Шахтёр» (Караганда).